# Ai Shibata
Ai Shibata (n. 14 mai 1982, Dazaifu, Prefectura Fukuoka, Japonia) este o înotătoare japoneză, medaliată olimpică. A participat la 2 ediții ale Jocurilor Olimpice (2004, 2008) în care a câștigat o medalie de aur.